# Nectria egmontensis
Nectria egmontensis är en svampart som beskrevs av Dingley 1956. Nectria egmontensis ingår i släktet Nectria och familjen Nectriaceae.   Inga underarter finns listade i Catalogue of Life.